# Carlos López Buchardo

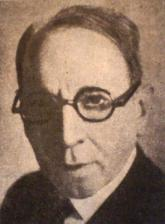
Carlos López Buchardo

Carlos López Buchardo (* 12. Oktober 1881 in Buenos Aires; † 21. April 1948 ebenda) war ein argentinischer Komponist, Pianist und Musikpädagoge.
López Buchardo hatte ersten Unterricht bei seiner Mutter, der Pianistin María Filomena Buchardo und wurde dann Klavierschüler von Héctor Belluci. Er setzte seine Klavierausbildung bei Alphonse Thibaud, einem Schüler Camille Saint-Saëns’ während dessen Aufenthalts in Argentinien fort und studierte Harmonielehre, Kontrapunkt und Komposition bei Louis Forino. Während eines Parisaufenthaltes 1909 setzte er seine Kompositionsstudien bei Vincent d’Indy an der Schola Cantorum fort.
Nach seiner Rückkehr nach Argentinien fand 1914 am Teatro Colón die Uraufführung seiner Oper Il Sogno Di Alma unter Leitung von Tulio Serafín statt; die Titelrolle sang Lucrezia Bori. 1920 wurde sein einziges sinfonisches Werk, Escenas Argentinas am Teatro Coliseo unter Leitung von Felix Weingartner aufgeführt. Dirigenten wie Erich Kleiber, Fritz Busch, Victor de Sabata und Wilhelm Furtwängler nahmen das Werk in ihr Repertoire auf. Außerdem trat er als Komponist von Liedern wie den Seis Canciones argentinas al estilo popular nach Texten von Leopoldo Lugones, Gustavo Caraballo und González López hervor, für die er 1925 den Premio Municipal de Música der Stadt Buenos Aires erhielt.
Er leitete zeitweise die Musikschule des Teatro Colón, wurde 1923 Direktor der Escuela de Bellas Artes der Universidad de La Plata und im Folgejahr Gründungsdirektor des Conservatorio Nacional de Música y Arte Escénico, das heute seinen Namen trägt. Er war darüber hinaus Mitglied des Direktoriums des Teatro Colón, Präsident der Sociedad Nacional de Música und mehr als dreißig Jahre lang Direktor der Asociación Wagneriana. Mit seiner Frau, der Sopranistin Brígida Frías de López Buchardo gab er Konzerte in Buenos Aires und ganz Argentinien.